# Чегусова Зоя Анатоліївна
Зоя Анатоліївна Чегусова (нар. 31 липня 1953, Київ) — українська мистецтвознавиця, арткритикиня, кандидат мистецтвознавства, заслужена діячка мистецтв України, лауреатка Національної премії України імені Тараса Шевченка, президентка Української секції Міжнародної асоціації арткритиків АІСА під егідою ЮНЕСКО (2005—2021).

## Освіта та діяльність
1975 року закінчила Київський державний художній інститут за спеціальністю «теорія та історія мистецтва». Навчалася у Леоніда Владича, Людмили Міляєвої, Ганни Заварової. У 1979—1982 роках навчалася в аспірантурі КиївЗНДІЕП.
З 1975 року працювала в КиївЗНДІЕП у відділі, згодом у Науково-дослідному центрі монументально-декоративного мистецтва на посадах мистецтвознавця, молодшого наукового співробітника, з 1983 року — старшого наукового співробітника, у 1992—1996 роках — заступника керівника Центру.
З 1984 року — член Національної спілки художників України, від 1989 року — член бюро, заступник голови секції критики та мистецтвознавства Київської організації НСХУ, почесний член секції декоративно-ужиткового мистецтва Київської організації НСХУ.
У 1989—1992 роках — викладач курсу «Історія зарубіжного декоративно-ужиткового мистецтва» у Київському державному художньому інституті, а у 1996—1998 роках — викладач цього ж курсу у Київському Слов'янському університеті.
З 2001 року — член та вчений секретар Міжнародної асоціації арткритиків АІСА під егідою ЮНЕСКО.
З 2003 року  науковий співробітник відділу декоративного мистецтва, з 2016 до тепер — старший науковий співробітник відділу образотворчого та декоративно-прикладного мистецтв Інституту мистецтвознавства, фольклористики та етнології імені М. Т. Рильського НАН України.
З 2004 року — куратор Першої, Другої, Третьої, Четвертої Всеукраїнських трієнале художнього текстилю під егідою НСХУ (2004, 2007, 2010, 2013).
У 2005—2021 роках — Президент Української секції Міжнародної асоціації арткритиків АІСА (ЮНЕСКО, Париж)
З 2005 року як член Творчого об'єднання «Світлина» Спілки жінок м. Києва, бере активну участь в усіх благодійних акціях і мистецьких заходах цієї організації в Україні.

### Співпраця з виданнями
Зоя Чегусова провідний український мистецтвознавець є авторкою близько 500 друкованих мистецтвознавчих праць у вітчизняних і закордонних виданнях, в яких пропагується і популяризується творчість провідних майстрів сучасної кераміки, скла, текстилю, металу, дерева України, зокрема автор 2 індивідуальних і співавтор 14 колективних фундаментальних монографій. Вона друкується з 1978 року в журналах «Образотворче мистецтво», «Україна», «Декоративное искусство», «Творчество», «Президент», «Академія», «Українське мистецтво», «Дизайн аспект», «А. С. С.», «Аеропорт» «Art Ukraine», «Fine Art», в газетах «Дзеркало тижня», «Всеукраинские ведомости», «Киевские ведомости», «Метро», «Kyiv weekly» та інші.
Членкиня редакційних колегій журналів: з 2003 року — «Українське мистецтво», з 2006 року — «Образотворче мистецтво», з 2007 року — журналу «Fine Art», авторка статей до Енциклопедії Сучасної України.

## Праці
- «Мистецтво України XX століття» (у співавторстві, 1998)
- «Декоративне мистецтво України кінця XX століття. 200 імен» (2002)
- «Мистецтво України. 1991—2003» (у співавторстві, 2003)
- Каталог виставки до відзначення 50-річчя входження України в ЮНЕСКО в Парижі «Сучасне декоративне мистецтво України» (2004)
- «Декоративне мистецтво України XX століття. У пошуках „великого стилю“» (у співавторстві, 2005)
- «Історія українського мистецтва. ХХ століття». Том п'ятий (у співавторстві, 2007)
- «Людмила Жоголь. Чарівниця художнього текстилю» (у співавторстві, 2008) та ін.
- Історія декоративного мистецтва України. ХХ століття» Том 5. Відповідальний секретар і авторка 8-и розділів 5-го тому: «Передмова», «Монументально-декоративна кераміка», «Художня кераміка (1990-2010-ті роки», «Львівське художнє скло», «Художня обробка дерева. Лозоплетіння», «Новітній текстиль. 2000-ні роки» (у співавторстві), «Розписний текстиль у громадському інтерʼєрі» (у співавторстві), «Післямова» (2016).
- «Декоративне мистецтво  в Україні кінця ХХ-початку ХХІ століття: проблеми збереження національної своєрідності в умовах глобалізації» (у співавторстві, 2019).
- «Декоративне мистецтво України крізь віки» (у співавторстві, 2019).
- «Декоративне мистецтво України ІХ-початку ХІ ст.: стильові трансформації, художні інтерпретації, загальноєвропейський контекст» (у співавторстві, 2019).
- «Професійне декоративне мистецтво України доби глобалізації» (2023)

## Відзнаки
- Подяка Правління Київської організації НСХУ за розробку та втілення в життя авторського артпроєкту «Декоративне мистецтво України кінця XX століття. 200 імен» (2003)
- Подяка Київського міського голови «За сумлінну працю та активну життєву позицію» (2006)
- Лауреатка Національної премії України імені Тараса Шевченка (2006, за альбом-каталог «Декоративне мистецтво України кінця XX століття. 200 імен»)
- Заслужена діячка мистецтв України (2007)
- Грамота Постійного  представництва України при Організаціі Обʼєднаних Націй за вагому підтримку та пропагування української культури та мистецтв в Організації Обʼєднаних націй та Сполучених Штатах Америки (2009)
- Почесна грамота Національної спілки художників України за вагомий внесок у розвиток та популяризацію українського декоративного мистецтва в Україні та за кордоном (2010)
- Орден княгині Ольги ІІІ ступеня (2013)
- Лауреатка премії КОНСХУ імені  Платона Білецького 2017 року[7]